# Albert Pallavicini
Albert Pallavicini (italià: Alberto Pallavicini) fou el cinquè marquès de Bodonitza des de la mort del seu pare fins al seu propi decés el 1311. El seu pare, Tomàs, era renebot del primer marquès, Guiu. Es casà amb Maria dalle Carceri, una noble veneciana d'Eubea. Fins i tot obtingué una sisena part de l'illa.
Fou un vassall lleial dels prínceps d'Acaia. El 1305, el seu senyor, Felip de Savoia, el convocà a un torneig i un parlament a l'istme de Corint. El 1307 respongué a una convocatòria similar de Felip I de Tàrent. El 15 de març 1311, seguí Gualter V de Brienne a la batalla del Cefís, en la qual perdé la vida. Segons el Llibre de les usances i els estatuts de l'Imperi de Romania, el seu feu fou heretat per la seva vídua i la seva filla, Guillema.